# 醤の郷

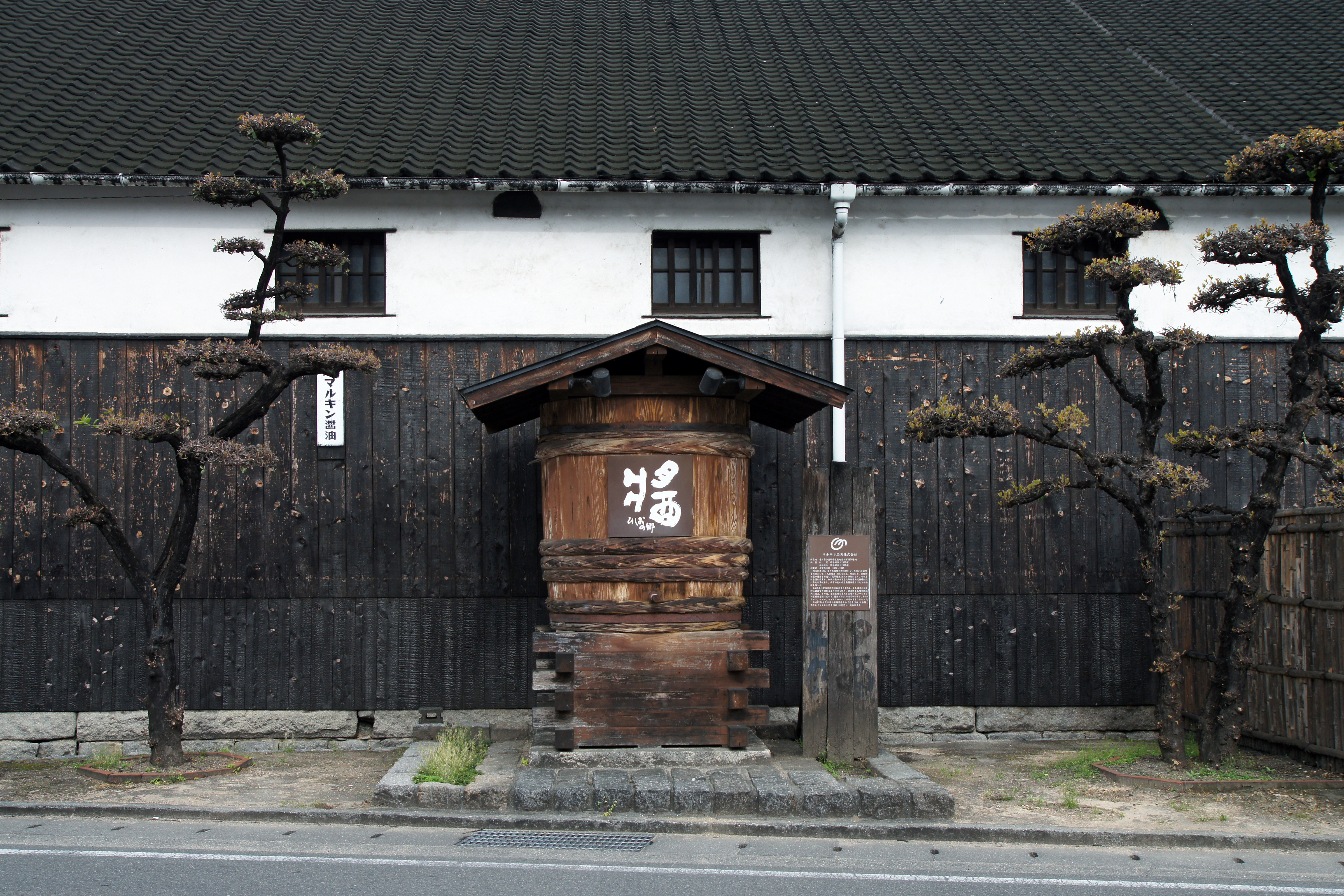
醤油蔵通り

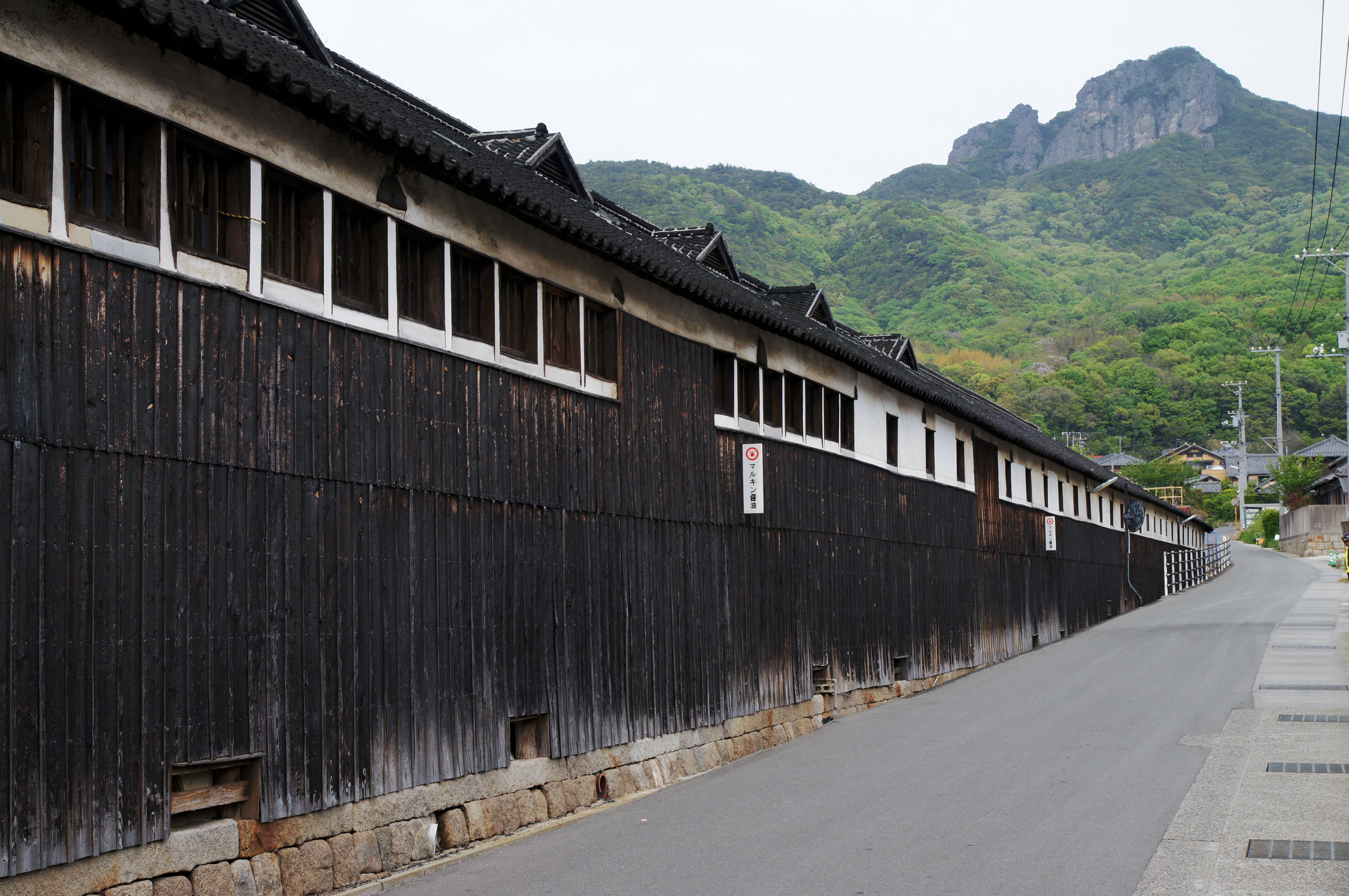
苗羽の盛田（旧マルキン忠勇）醤油蔵

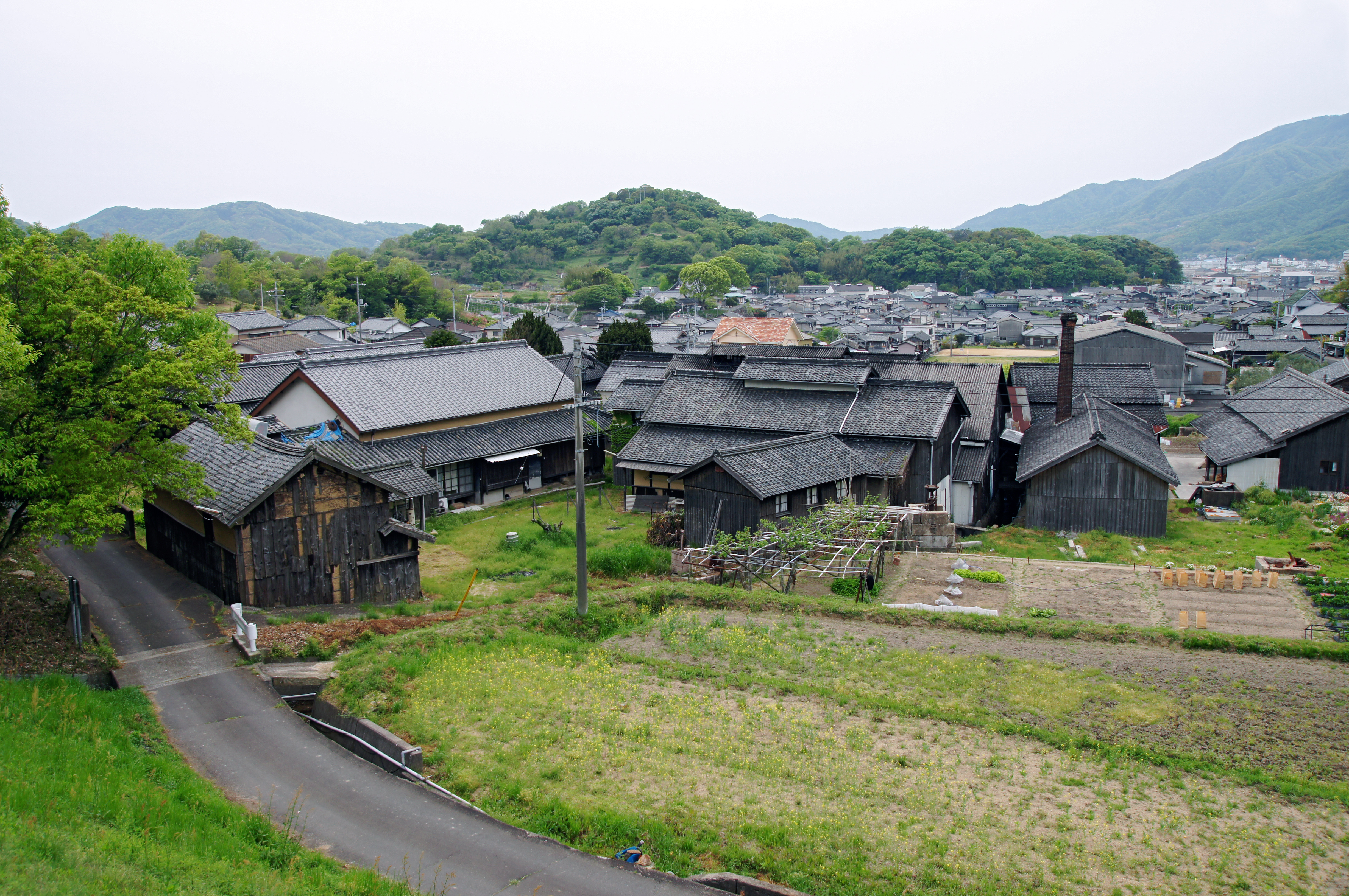
馬木の正金醤油諸味蔵

醤の郷（ひしおのさと）は、香川県小豆郡小豆島町（小豆島）にある近代以前の醤油蔵建築が日本で最も集積する醤油蔵通りと苗羽（のうま）地区および馬木地区の散策路と地域の名称である。

## 概要
主に馬木～苗羽地区を中心として明治時代以降の醤油業界の繁栄を現代に残している醤油造りの景観と街並みを指して使われる。小豆島町商工会では「醤の郷 散策MAP」を島の各所に設置し、観光客に無料で提供している。　

## 歴史
小豆島での醤油造りは文禄年間（1592年（文禄元年）～1595年（文禄4年））に始まり、豊臣秀吉にも献上された。最盛期の明治時代には約400軒の醤油屋があり、終戦後の食糧難の折りには醤油を使った佃煮が造られた。
現在では、ひしお丼など醤油を利用したご当地グルメの開発なども進められている。
- 1996年 - マルキン醤油記念館（旧醤油醸造工場）、マルキン醤油発酵蔵が国の登録有形文化財に登録[1]。その後も多くの工場・蔵・作業場などが登録されている。
- 2009年2月6日 - 近代化産業遺産群・続33に認定
- 2009年10月24日～10月25日 - 第3回全国醤油サミット開催

## 近代化産業遺産
12件の近代化産業遺産建造物がある。
- 正金醤油（1920年（大正9年）創業）の醤油蔵
- 正金醤油の諸味蔵（旧山吉醤油諸味蔵）
- ヤマサン醤油（1846年（弘化3年）創業）の三階建て醤油醸造工場、醤油蔵
- 金大醤油（1927年（昭和2年）創業）の醤油蔵、諸味蔵
- 盛田（旧マルキン忠勇）の醤油蔵群
- 左海醤油工業（1857年（安政4年）創業）の醤油蔵及び水圧式蓄量機小屋

## 国の登録有形文化財
約90件の建造物が国の登録有形文化財に登録されている。
馬木地区
- 正金醤油の醤油蔵（東・西）
- 正金醤油の諸味蔵（旧山吉醤油諸味蔵）
- ヤマサン醤油の三階建て醤油醸造工場、醤油蔵
- 塩田家住宅
- 金大醤油の醤油蔵、諸味蔵

苗羽地区
- 盛田（旧マルキン忠勇）の醤油蔵群
- 島宿真理
- 島一照下家住宅、蔵

醤油蔵通り
- 島譲醤油蔵
- 丸島醤油醤油蔵
- 金両醤油蔵
- マルキン醤油記念館
- 京宝亭
- 左海醤油工業の醤油蔵及び水圧式蓄量機小屋

## マルキン醤油記念館
大正初期に建てられた合掌造りの旧醤油醸造工場を醤油記念館として整備し、創業から歴史や醤油醸造工程を紹介している。

## 交通アクセス
- 土庄港から小豆島オリーブバスで約35分、「馬木」、「丸金前」下車
- 池田港から小豆島オリーブバスで約20分、「馬木」、「丸金前」下車
- 坂手港から小豆島オリーブバスで約10分、「馬木」、「丸金前」下車

## 周辺
- 小豆島オリーブ公園

## 関連文献
- 松尾隆治「マルキン記念館」『日本醸造協会誌』第84巻第4号、日本醸造協会、1989年、248-249頁、doi:10.6013/jbrewsocjapan1988.84.248。